# Александровський (Марі-Турецький район)
Алекса́ндровський (рос. Александровский, марій. Александровский) — присілок у складі Марі-Турецького району Марій Ел, Росія. Входить до складу Марі-Біляморського сільського поселення.

## Населення
Населення — 44 особи (2010; 58 у 2002).
Національний склад (станом на 2002 рік):
- лучні марійці — 53 %
- росіяни — 36 %